# Felipe Ocampo
Felipe Ocampo (* 1. Mai 1953 in Zacatepec, Morelos) ist ein mexikanischer Fußballtrainer und ehemaliger -spieler auf der Position des Verteidigers.

## Leben
Miguel Felipe Ocampo García bestritt nachweislich zwei Spielzeiten in der mexikanischen Primera División, wo er 1977/78 bei Santos Laguna und 1979/80 beim CD Zacatepec unter Vertrag stand.
Nach Beendigung seiner aktiven Karriere schlug Ocampo eine Laufbahn als Trainer ein und arbeitete zusammen mit seinem ehemaligen Mannschaftskameraden bei Zacatepec, Rodolfo Sotelo, in der Clausura 2003 bei den Colibríes de Cuernavaca. Ocampo und Sotelo waren zunächst Assistenztrainer unter Sergio Rubio und übernahmen nach dessen Weggang vier Spieltage vor Saisonende gemeinsam das abstiegsgefährdete Team. Im ersten Spiel erreichte das Trainerduo vor heimischer Kulisse ein 1:1 gegen den Traditionsverein Atlante. Das zweite Spiel endete mit einem 1:0-Auswärtssieg gegen die ebenfalls abstiegsgefährdeten Jaguares de Chiapas, bevor im dritten Spiel (auswärts bei Monarcas Morelia) die erste Niederlage (1:3) hingenommen werden musste. Das letzte Saisonspiel gegen den Hauptstadtverein Cruz Azul endete torlos vor heimischer Kulisse und hätte den Klassenerhalt bedeutet, wenn die Jaguares nicht noch durch ein spätes Tor in der 84. Minute mit 1:0 gegen die Tecos de la UAG gewonnen hätten. Dadurch aber mussten die Colibríes nach nur sechs Monaten Erstligazugehörigkeit den Weg in die zweitklassige Primera División 'A' antreten.
Trotz dieses Misserfolges arbeiteten Ocampo und Sotelo auch zukünftig zusammen und betreuten im Jahr 2009 gemeinsam den Viertligisten Deportivo Galeana.